# Pseudolmedia laevis
Espèce
Pseudolmedia laevis est une espèce de plantes à fleurs de la famille des Moraceae.

## Description
C'est un arbre.